# ジョン・J・マッキンタイア
ジョン・ジョセフ・マッキンタイア(英語: John Joseph McIntyre, 1904年12月7日 - 1974年11月30日)は、アメリカ合衆国・オクラホマ州出身の弁護士、政治家。ワイオミング州選出のアメリカ合衆国下院議員(通算1期)。民主党員。

## 経歴・人物
マッキンタイアはオクラホマ州デューイ郡の農場で生まれ、地元オクラホマ州タルサの高校を卒業し、1928年にコロラド大学ボルダー校の法学部を卒業した。1929年に弁護士資格を取得し、ワイオミング州グレンロックで開業。コンヴァース郡の郡検事(1933年 - 1936年)、司法省の特別検事(1936年 - 1938年)を務め、1938年には農務省の事務弁護士事務所の准弁護士となった。
1940年、マッキンタイアはアメリカ下院議員選挙に民主党員として出馬し、当選。1942年選挙でも再選を目指したが落選した。1943年にワイオミング州の副検事総長に就任し、第二次世界大戦中の1944年2月9日から1945年8月22日まで第660野戦砲兵連隊で二等軍曹として従軍した。1946年にはワイオミング州の監査人を務め、1946年アメリカ下院議員選挙に立候補したが落選した。1950年にはワイオミング州知事選挙の民主党候補者となるも落選。1960年にはワイオミング州最高裁判所判事に当選を果たした。1974年11月30日、州最高裁の判事在職中にシャイアンで死去。シャイアンメモリアルガーデンに埋葬された。